# Ocaklı, Tuşba
Ocaklı là một xã thuộc huyện Tuşba, tỉnh Van, Thổ Nhĩ Kỳ. Dân số thời điểm năm 2011 là 581 người.